# Csisztopoli járás

A Csisztopoli járás Tatárföldön

A Csisztopoli járás (oroszul Чистопольский район, tatárul Чистай районы) Oroszország egyik járása Tatárföldön. Székhelye Csisztopol.

## Népesség
- 2002-ben 82 300 lakosa volt.
- 2010-ben 80 166 lakosa volt, melyből 44 451 orosz, 32 134 tatár, 2 405 csuvas, 322 mordvin, 168 ukrán, 51 baskír, 17 udmurt, 13 mari.

A számok magukba foglalják Csisztopol város adatait is, mely nem tartozik közigazgatásilag a járáshoz.